# Johann Melchior Molter
Pour les articles homonymes, voir Molter.
Johann Melchior Molter est un compositeur allemand de musique dans les styles baroque et galant, né le 10 février 1696 à Tiefenort (près d'Eisenach) et décédé le 12 janvier 1765 à Karlsruhe.

## Biographie
Initié à la musique par son père, Valentin Molter (professeur et chantre à Tiefenort), il découvre la musique de Georg Philipp Telemann au lycée d'Eisenach. En 1717, il devient violoniste au service du comte Charles-Guillaume de Bade-Durlach. Le 12 juillet 1718, il épouse Maria Salome Rollwagen qui décèdera en 1737. En 1719, il étudie à Venise et à Rome. Il est ensuite maître de chapelle de 1723 à 1749 à la cour du margrave, au château de Durlach et à la nouvelle résidence de Karlsruhe. Il assure les responsabilités musicales à l'église, au théâtre et à la chambre. Dans ce cadre, il compose de nombreuses œuvres. En octobre 1738, il est de nouveau à Eisenach où il se marie avec Maria Christina Wagner.
En 1741, la chapelle de la cour d'Eisenach est dissoute et il se rend à Karlsruhe où les changements lui sont positifs : en 1743, il entre de nouveau au service de la cour de Baden-Durlach. Il compose de très nombreuses pièces pour un petit orchestre qu'il anime au lycée.
En 1746, le comte Carl Friedrich décide de réorganiser la musique de la cour et le charge du projet. De 1747 à sa mort en 1765, il dirige la nouvelle chapelle. Pendant cette période, il compose une grande quantité de musique instrumentale dans le style galant.

## Œuvres
Molter est parmi les premiers compositeurs qui ont écrit des concertos pour la clarinette, créée vers 1690 par Johann Christoph Denner (1655-1707). Klaus Hafner, musicologue allemand a établi un catalogue des œuvres de Molter (MWV), contenant près de 600 compositions dont :
- 66 sonates
- 22 concertos à 3
- 12 concertos à 4
- 61 concertos à 5
- 14 ouvertures
- 169 symphonies
- 3 opéras
- 14 cantates
- 1 passion (probablement la Passion selon Saint-Luc auparavant attribuée à Johann Sebastian Bach - BWV 246)

Les 6 concertos pour petite clarinette en ré de Molter sont les tout  premiers concertos pour la clarinette, instrument nouveau à l'époque; le premier concerto pourrait dater de 1743 .

## Enregistrements
- Sonata Grossa (Orchestral works) par le Main-Barockorchester Frankfurt, dir. Martin Jopp (Aeolus, 2009)
- Sinfonias & Cantatas par le Reussisches Kammerorchester, dir. Werner Ehrhardt (cpo, 2017)